# Капитињано (Салерно)
Капитињано (итал. Capitignano) је насеље у Италији у округу Салерно, региону Кампанија.
Према процени из 2011. у насељу је живело 1502 становника. Насеље се налази на надморској висини од 226 м.